# بيل كندا
بيل كندا (يشار إليها عادةً باسم بيل) هي شركة اتصالات كندية مقرها في مونتريال، كيبيك، كندا. وهي شركة النقل المحلية الحالية ‏ لخدمات الهاتف والإنترنت خط المشترك الرقمي في معظم كندا شرق ساسكاتشوان والمناطق الشمالية.
توفر شركة بيل أليانت التابعة لها خدمات في مقاطعات المحيط الأطلسي. إنه يقدم خدمة الهاتف المحمول من خلال شركة بيل للهواتف التابعة لها (بما في ذلك فرع شركة فيرجن موبايل كندا ‏ التجارية)، والتلفزيون من خلال فروعه التابعة لشركة بيل تلفزيون (قنوات البث المباشر) و بيل تلفزيون ‏ (آي بي تي في).
المنافسون الرئيسيون لشركة بيل كندا هم روجرز للاتصالات في أونتاريو وتيلوس وشو للاتصالات ‏ في كندا الغربية ‏ وكويبكور (فيديو ترون ‏) وتيلوس في كيبيك. تخدم الشركة أكثر من 13 مليون خط هاتف ومقرها في مجمع كامبوس بيل في مونتريال.
تعد بيل كندا واحدة من الأصول الرئيسية للشركة القابضة شركة بي سي اي ، المعروفة سابقًا باسم بيل كندا. بالإضافة إلى خصائص الاتصالات السلكية واللاسلكية بيل كندا، تمتلك BCE أيضًا بيل Media (التي تدير خصائص الاعلام بما في ذلك شبكة تلفزيون تلفزيون الوطنية) ولها اهتمامات كبيرة في نادي مونتريال كانادينس للهوكي على الجليد ومابل ليف للرياضة والترفيه، صاحب العديد من محترفي تورنتو الامتيازات الرياضية. احتلت BCE المرتبة 262 في إصدار 2011 من قائمة فوربس العالمية 2000.

## التاريخ
تاريخياً، كانت بيل كندا واحدة من أهم الشركات في كندا وأكثرها قوة، وفي عام 1975، تم إدراجها في المرتبة الخامسة كأكبر الشركات في البلاد. سميت الشركة باسم مخترع الهاتف، ألكساندر جراهام بيل، الذي شارك أيضًا في تأسيس شركة بيل فون في بوسطن، ماساتشوستس. كانت شركة بيل كندا تعمل كشركة تابعة كندية لنظام بيل نظام من 1880 إلى 1975. ومع ذلك، على عكس الشركات الإقليمية الأخرى العاملة في بيل، كان لدى بيل كندا مختبرات بحث وتطوير خاصة بها.

### بداية

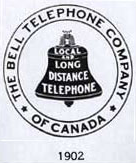
شعار Canadian بيل المستخدم من 1902 إلى 1922. لاحظ النجوم الموجهة نحو الولايات المتحدة الأمريكية والمستخدمة في علامات بيل نظام التجارية الأخرى. نسخة لاحقة استخدمت من 1922 إلى 1940 استخدمت أوراق القيقب بدلاً من ذلك (أدناه)

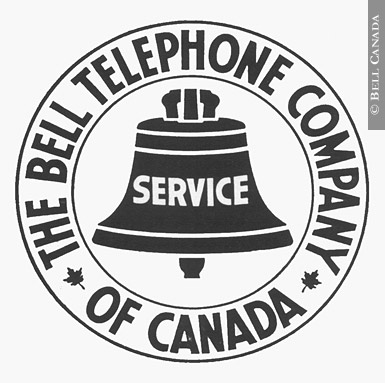
شعار بيل للهواتف بأوراق القيقب ، 1922-1940

في منتصف 1870s في الكسندر غراهام بيل، الذي كان الإسكتلندي المولد لكنه عاش في كندا، اخترع التناظرية الكهرومغناطيسي جهاز الاتصالات السلكية واللاسلكية التي يمكن إرسال واستقبال الكلام البشري في وقت واحد. في مارس 1876، نجح في اختراع اختراعه في الولايات المتحدة تحت عنوان «التحسين في التلغراف» (U.S. Patent 174٬465). اعتمد جهازه في وقت لاحق الاسم الذي يستخدم الآن في جميع أنحاء العالم، والهاتف. كما قام بيل ببراءة الاختراع في كندا ونقل 75٪ من حقوق براءات الاختراع الكندية إلى والده ألكسندر ميلفيل بيل، مع منح نسبة 25٪ المتبقية من الفائدة الكندية لشركة تشارلز ويليامز جونيور لصناعة الهواتف في بوسطن مقابل توفير 1000 هاتف. إلى السوق الكندية، وهو أمر لا يمكن الوفاء به بسبب زيادة الطلب في الولايات المتحدة.
على مدار بضع سنوات، جمع كبار الموظفين بيل وصديقه وزميله في العمل Reverend Thomas Philip Henderson الاتاوات من استئجار الهواتف للعملاء في السوق الكندية المحدودة في أواخر سبعينيات القرن التاسع عشر، الذين قاموا بتشغيل خطوط الهاتف الخاصة بهم أو اشتركوا في طرف ثالث. مزود خدمة الاتصالات.
في عام 1879، باع والد بيل حقوقه الكندية لشركة National بيل للهواتف، التي تأسست في بوسطن ، ماساتشوستس في وقت سابق من ذلك العام عن طريق دمج شركة بيل Telephone وشركة New England Telephone and Telegraph ، التي أعادت تنظيمها عام 1880 لتصبح شركة American بيل للهواتف. بدء نظام الجرس. في نفس العام، تم تغيير اسم القسم الكندي إلى «The بيل للهواتف.»، ويرأسها في النهاية المدير التنفيذي الأمريكي Charles Fleetford Sise من شيكاغو الذي شغل منصب المدير العام الأول لها.
أول مورد للهواتف لشركة بيل هي شركة أنشأها توماس كوهيرد وابنه جيمس هـ. كوهيرد، في مبنى من ثلاثة طوابق في برانتفورد ، أونتاريو، لإنشاء أول مصنع للهاتف في كندا.  توماس وجيمس صديقين حميمين لألكساندر جراهام بيل، حيث قاما بتوفير سلك المدخنة الذي أجرى معه بيل تجاربه الهاتفية المبكرة من منزل والده في توتيلو هايتس، أونتاريو، وكذلك قام ببناء 2,398 هاتفًا حسب مواصفات بيل للسوق الكندية حتى وفاة جيمس كويرد المفاجئ من مرض السل في عام 1881. مع احتكار الحكومة الممنوح للخدمة الهاتفية الكندية بعيدة المدى،  كانت شركة بيل للهواتف في كندا تخدم 237000 مشترك بحلول عام 1914.
منذ سنواتها الأولى، عُرفت شركة بيل فون الكندية المحدودة بالعامية باسم «ذا بيل» أو «بيل بيل». في 7 مارس 1968، أعاد التشريع الفيدرالي الكندي تسمية The بيل للهواتف. إلى بيل كندا.

### المنافسة والحد من الأراضي

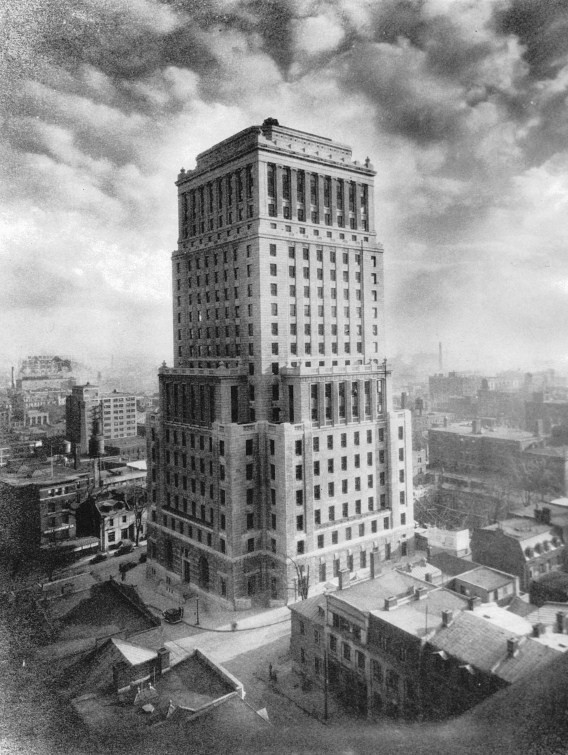
كان بيل بيل مبنى في مونتريال مرة واحدة المكتب الرئيسي لبيل كندا.

امتد بيل كندا بخطوط من نوفا سكوتيا إلى سفح جبال روكي في ما يعرف الآن بألبرتا. ومع ذلك، فإن معظم الاهتمام الموجه لتلبية الطلب على الخدمة يركز على المدن الرئيسية في أونتاريو وكيبيك والمقاطعات البحرية.

#### كندا الأطلسية
خلال أواخر القرن التاسع عشر، باعت شركة بيل عملياتها في المحيط الأطلسي في المقاطعات البحرية الثلاث، حيث كانت العديد من الشركات المستقلة الصغيرة تعمل أيضًا وأصبحت في النهاية تحت ملكية ثلاث شركات إقليمية. انضمت نيوفاوندلاند ولابرادور إلى كندا مع العديد من الشركات الخاصة، وعملية حكومية تم نقلها إلى سيطرة السكك الحديدية الوطنية الكندية.
حصلت بيل على مصالح في جميع شركات Atlantic خلال أوائل الستينيات، بدءًا من Newfoundland Telephones (التي تم تنظيمها لاحقًا باسم NewTel Communications) في 24 يوليو 1962. استحوذت بيل على حصة مسيطرة في شركة Maritime Telephone and Telegraph Company ، التي عرفت لاحقًا باسم MT&T ، والتي كانت تملك جزيرة Island Telephone ‏ ومقرها جزيرة الأمير إدوارد وفي Bruncorp ، الشركة الأم لـ NBTel في عام 1966. تم شراء MT&T على الرغم من الجهود التي بذلتها الهيئة التشريعية لـ Nova Scotia في 10 سبتمبر 1966، للحد من صلاحية التصويت لأي مساهم إلى 1000 صوت. استحوذت MT&T المملوكة للجرس على حوالي 120 شركة مستقلة، تخدم معظمها أقل من 50 عميلًا لكل منها. قامت شركة NewTel المملوكة لشركة بيل بشراء شركة Terra Nova Tel المملوكة لشركة CNR في عام 1988.
تم دمج Newtel و Bruncorp و MT&T و Island Tel فيما بعد في Aliant (الآن بيل Aliant ‏ التي تمتلك أيضًا الكثير مما كانت خدمات بيل كندا في مناطق ريفية أكثر في أونتاريو وكيبيك) في أواخر التسعينيات، والتي تمتلك بيل كندا الآن.
في 1 كانون الثاني (يناير) 2011، أكملت شركة بيل عملية شراء بقيمة 40 مليون دولار لشركة xwave لخدمات تكنولوجيا المعلومات، والتي تقدم مبيعات وخدمات تكنولوجيا المعلومات في منطقة المحيط الأطلسي الكندية، من بيل Aliant.

#### كيبيك وأونتاريو

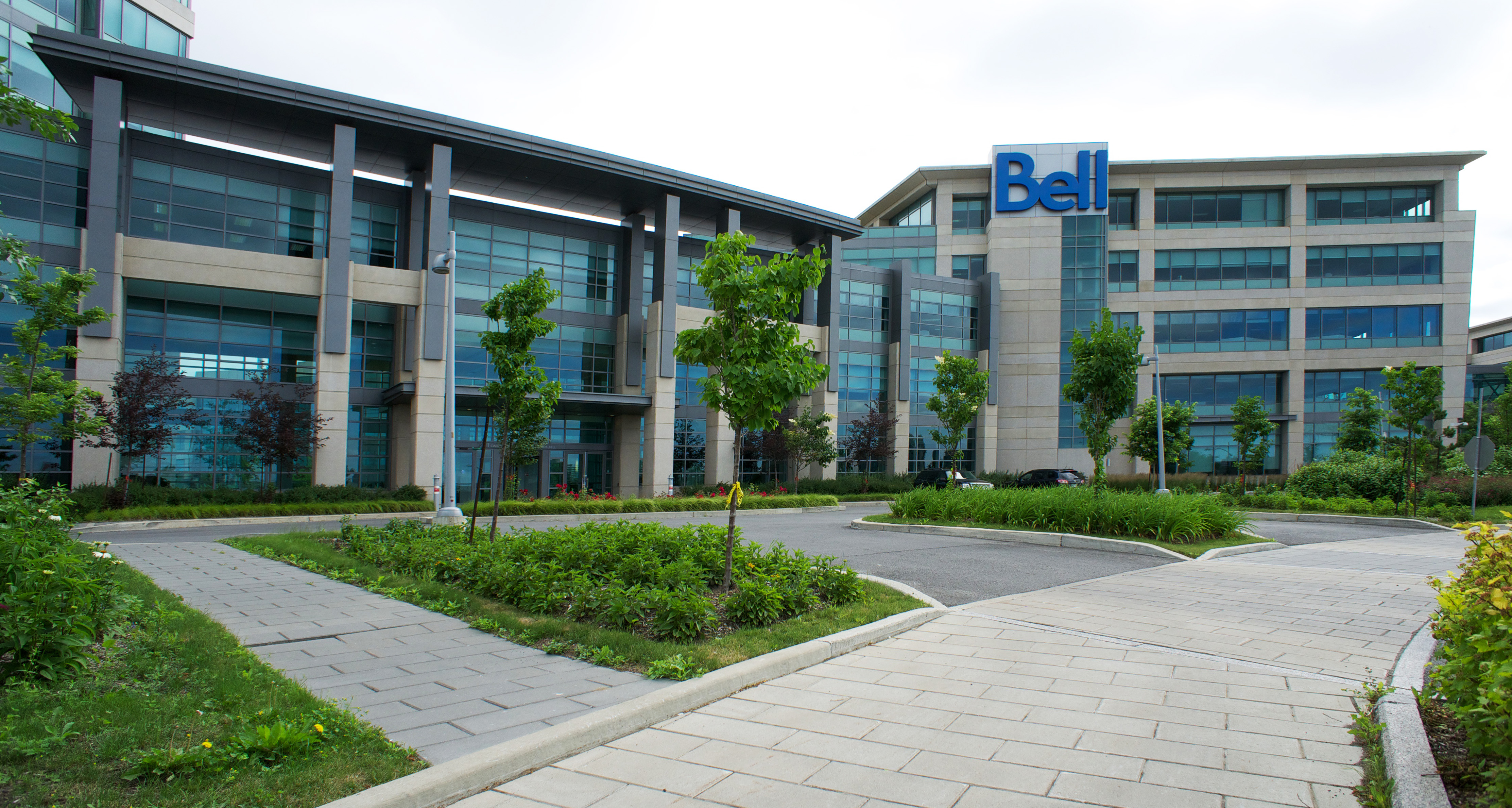
يقع مقر بيل كندا في جزيرة الراهبات في مونتريال ، كيبيك.

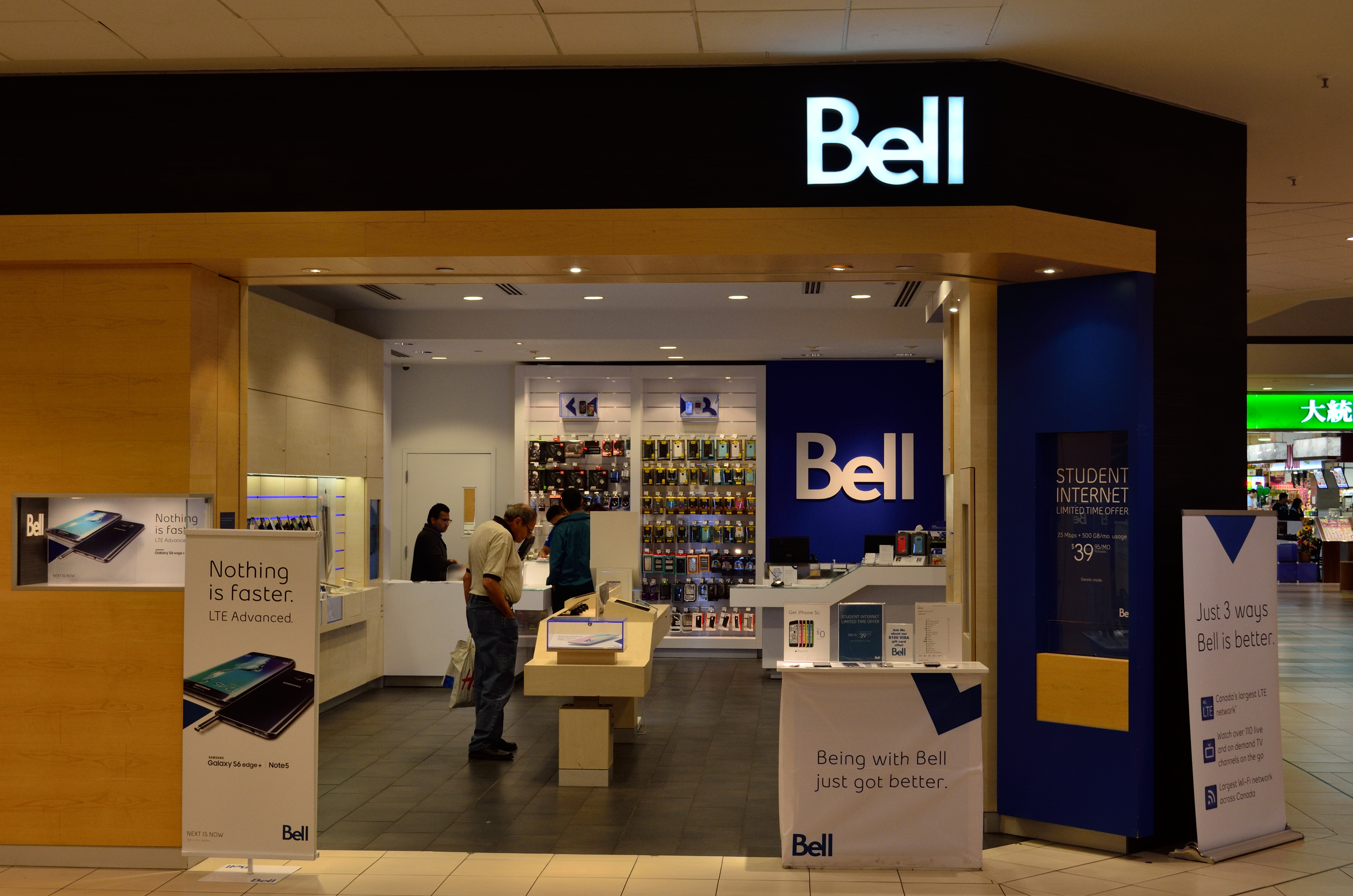
متجر بيل في مركز تسوق بروميناد ، ثورنهيل ، أونتاريو

ظهرت شركات مستقلة في العديد من مناطق أونتاريو وكيبيك والمقاطعات البحرية بدون خدمة بيل كندا الكافية. خلال القرن العشرين، استحوذت بيل على معظم الشركات المستقلة في أونتاريو وكيبيك، وعلى الأخص شراء Nexxlink Technologies ، مزود حلول تكنولوجيا المعلومات والاتصالات المتكاملة ومقرها مونتريال التي أسسها Karol Brassard. إلى جانب الاستحواذ على Charon نظامs ، تعمل Nexxlink اليوم كجهاز بيل Business Solutions - أحد أقسام بيل كندا. ومع ذلك، لا تزال كيبيك بها مساحات شاسعة من المناطق الريفية نسبيًا تخدمها تيلوس Québec (المعروفة سابقًا باسم Québec Telephone ، والتي استحوذت عليها لاحقًا تيلوس) و Télébec (المملوكة الآن لشركة بيل كندا عبر بيل Aliant) وحوالي 20 شركة صغيرة مستقلة. اعتبارا من عام 1980، كان لا يزال لدى أونتاريو حوالي 30 شركة مستقلة، ولم تستحوذ بيل على أي منها؛ تم بيع الأصغر إلى المستقلين الأكبر بموارد رأسمالية أكبر. Cellcom Communications هي أكبر شركة امتياز لشركة بيل كندا، التي تدير حاليًا 25 متجر بيل في كل من منطقتي Québec و Ontario.

#### ألبرتا ومانيتوبا وساسكاتشوان
استحوذت مقاطعات البراري الثلاثة، في أوقات منفصلة، على عمليات بيل كندا وشكلت خدمات مرافق إقليمية، مستثمرة في تطوير خدمات هاتفية مناسبة في جميع هذه المقاطعات؛ كان استثمار بيل كندا في المروج ضئيلاً أو غير كافٍ بالنسبة للنمو، وكان لدى الثلاثة شركات مختلفة من شركات الهاتف المحلية. اشترت هيئة ألبرتا الحكومية للهواتف الحكومية في ألبرتا وهواتف حكومة مانيتوبا عمليات بيل في مقاطعاتها في عام 1908. اشترت وزارة السكك الحديدية والتلغراف والهواتف في ساسكاتشوان في يونيو 1908 عمليات الجرس في 1 أكتوبر 1909 ؛ استحوذت العمليات الحكومية للمقاطعات الثلاث في نهاية المطاف على الشركات المستقلة.
بعد تحقيقها لمستوى عال من التطور، انتقلت مانيتوبا إلى خصخصة مرافقها الهاتفية وخصصت ألبرتا تليفونات حكومة ألبرتا ‏ لإنشاء تيلوس في التسعينيات. تواصل Saskatchewan امتلاك SaskTel كشركة تاج. خدمت إدمونتون من قبل شركة مملوكة للمدينة، وهي شركة إدمونتون للهواتف، التي بيعت لشركة تيلوس في عام 1995. أعادت BCE اكتساب ملكية نظام مانيتوبا، المعروف الآن باسم بيل MTS ، في 17 مارس 2017.

#### كولومبيا البريطانية
تم تقديم بريتيش كولومبيا، التي تخدمها تيلوس اليوم، من قبل العديد من الشركات الصغيرة التي اندمجت في الغالب لتشكيل كولومبيا البريطانية للهواتف، والمعروفة لاحقًا باسم BC Tel (آخر عملية استحواذ معروفة كانت شركة Okanagan للهواتف في أواخر السبعينيات)، والتي خدمت المقاطعة من 1960s حتى اندماجها مع تيلوس. (أنتجت عمليات الدمج شذوذًا واحدًا: يحيط Atlفي بإقليم Northwestel ، مما يعني ضمناً أن الشركة التي أنشأت الخدمة هناك تم الاستحواذ عليها بواسطة شركة تخدم المناطق الواقعة جنوبًا.)

#### شمال كندا

يستخدم شعار بيل كندا من 1977 حتى 7 ديسمبر 1994.

على الرغم من أن بيل كندا دخلت الأراضي الشمالية الغربية (NWT) بتبادل في إكالويت (المعروف آنذاك باسم خليج Frobisher ، في الإقليم المعروف الآن باسم نونافوت) في عام 1958، إلا أن شركة National National Telecommunications ، وهي شركة تابعة لخطوط السكك الحديدية الوطنية الكندية، قدمت معظم الخدمة الهاتفية في المناطق الشمالية لكندا (على وجه التحديد، يوكون، شمال كولومبيا البريطانية و NWT الغربية). أسست CNR شركة Northwestel في عام 1979، وحصلت بيل كندا على الشركة في عام 1988 كشركة تابعة مملوكة بالكامل. باعت بيل كندا 22 بورصة في المنطقة الشرقية من NWT إلى Northwestel في عام 1992، وقامت BCE بنقل ملكية الشركة إلى بيل كندا في عام 1999. في عام 2001، تم فتح منطقة التشغيل في Northwestel للمنافسة لمسافات طويلة (والتي لم تتحقق إلا في شكل أعمال بطاقات مسبقة الدفع، وخدمة للعملاء الوطنيين الكبار مع بعض مواقع التشغيل في الشمال) وفي عام 2007 لإعادة بيع خدمة الهاتف المحلية (التي لديها لم يحدث بعد).
تم تقديم الخدمات إلى شمال كولومبيا البريطانية وشمال شرق أونتاريو ومنطقة خليج جيمس بشمال كيبيك من قبل شركات مستقلة، على الرغم من أن شركة بيل كندا قدمت في نهاية المطاف خدمة في المناطق النائية من أونتاريو وكيبيك، وحصلت على حصص ملكية في شركات تخدم مساحات شاسعة من شمال غرب كيبيك وشمال شرق أونتاريو، وفي شمال غرب البلاد.
كان لدى بيل نظام شركتان رئيسيتان في صناعة الهاتف في كندا: بيل كندا كشركة تشغيل إقليمية (تابعة لشركة AT&T ، بحصة ملكية تقارب 39٪)  وشركة نورثرن الكتريك كشركة مصنعة للمعدات (تابعة لشركة ويسترن إلكتريك، مع حصة ملكية ما يقرب من 44 ٪). تم بناء شركة بيل للهواتف ونورثرن الكتريك بطريقة مشابهة في كندا للأجزاء المماثلة لنظام بيل في الولايات المتحدة؛ باعت شركة التشغيل الإقليمية (بيل كندا) خدمات الهاتف كشركة نقل محلية، كما قامت شركة ويسترن إلكتريك (نورثرن الكتريك) بتصميم وتصنيع معدات الهاتف.
كجزء من مرسوم الموافقة الموقع في عام 1956 لحل دعوى مكافحة الاحتكار التي قدمتها وزارة العدل الأمريكية و AT&T وبيل نظام في عام 1949، قامت شركة نورثرن الكتريك بتفكيك نفسها عام 1956.
في أكتوبر 1973، وقعت AT&T وبيل كندا اتفاقًا ينص على أن AT&T لم تعد تزود بيل نظام بالاتصالات والبحوث. أوضح رئيس مجلس إدارة AT&T في ذلك الوقت، جون ديبوتس، أن السبب الرئيسي لذلك هو أن شركة بيل كندا قد طورت مختبر أبحاث وتطوير خاص بها (بيل -Northern Research)، مما جعل بيل كندا على استعداد لخدمة عملائها من الخطوط الأرضية الكندية بمفردها. نتيجة لذلك، قامت AT&T بتجريد بيل كندا في 30 يونيو 1975.
على الرغم من أن بيل كندا قد تم تجريدها، فقد سُمح لها بالمشاركة في مشاريع بيل نظام والتي يمكن إكمالها بعد وقت قصير من تاريخ سحبها.
أعادت شركة نورثرن الكتريك تسمية شركة نورتل نيتووركس في عام 1976، والتي أصبحت بدورها شركة نورتل نيتووركس في عام 1998 بعد الاستحواذ على Bay Networks.
حصلت شركة بيل كندا على نسبة 100٪ من شركة نورثرن الكتريك في عام 1964 ؛ ابتداءً من عام 1973، تضاءلت حصة بيل في شركة نورثرن الكتريك من خلال عروض الأسهم العامة، رغم أنها احتفظت بالسيطرة على الأغلبية. في عام 1983، نتيجة لإلغاء القيود التنظيمية، تم تأسيس بيل كندا (اختصرت لاحقًا إلى BCE) كشركة الأم لشركة بيل كندا ونورتل نيتووركس. كنتيجة لمعاملة الأسهم التي استخدمتها شركة نورتل نيتووركس لشراء شركة Bay Networks ، لم تعد BCE هي المالك الأكبر لشركة Nortel ، وفي عام 2000، قامت BCE بتوزيع حصتها من شركة Nortel ، حيث قامت بتوزيع مقتنياتها على مساهميها.
بين عامي 1980 و 1997، قامت الحكومة الفيدرالية بتحرير صناعة الاتصالات بالكامل وانتهى احتكار بيل كندا إلى حد كبير. يوفر بيل كندا حاليًا خدمة الهاتف المحلية فقط في مراكز المدن الرئيسية في أونتاريو وكيبيك.
في يوليو 2006، أكملت بيل والشركة الفرعية السابقة أليانت عملية إعادة هيكلة، حيث استولت أليانت، التي أعيدت تسميتها بيل أليانت الإقليمية للاتصالات، على عمليات بيل السلكية في كثير من أونتاريو وكيبيك (مع الاستمرار في استخدام اسم «بيل» في تلك المناطق)، وكذلك تملكها 63٪ في شركة الخطوط الريفية بيل Nordiq (صندوق دخل عام يتم التحكم فيه ويتحكم في NorthernTel و Télébec). هذه بالإضافة إلى عمليات بيل Aliant في كندا الأطلسية . بدورها، تولت بيل المسؤولية عن عمليات بيل Aliant اللاسلكية والتجزئة. بيل أليانت، التي أصبحت الآن صندوق دخل، تملكها بيل بنسبة 44٪.
في 30 أبريل 2007، أعلنت اللجنة الكندية للإذاعة والتلفزيون والاتصالات (CRTC) عن قرارها بالسماح بزيادة أسعار الهاتف المدفوعة لـ بيل كندا وتيلوس وبيل Aliant و SaskTel و MTS Allstream من 25 سنتًا إلى 50 سنتًا، بدءًا من في وقت مبكر من 1 يونيو. كما سمحت CRTC بزيادة المعدلات الريفية المحلية بنسبة أقل من المعدل السنوي للتضخم أو 5 في المائة، وإزالة الحدود القصوى للأسعار على الخدمات الريفية الاختيارية، مثل عرض المكالمات والبريد الصوتي. في 2 يونيو 2007، زادت بيل كندا تكلفة مكالمة هاتفية محلية مدفوعة الأجر إلى 50 سنتًا عند سدادها نقدًا ودولار واحد عند الدفع عن طريق بطاقة الدعوة أو بطاقة الائتمان،  أول زيادة لبيل في أسعار المكالمات الهاتفية المدفوعة منذ عام 1981.
في عام 2009، اشترت بيل كندا متاجر الالكترونيات المصدر وجميع الموجودات الأخرى InterTAN كندا المحدودة من المفلسة دائرة مدينة.
قامت بيل بنشر MPLS على شبكة الألياف الضوئية على مستوى البلاد لدعم تطبيقات IP الخاصة بالمستهلكين والمؤسسات، مثل آي بي تي في والصوت عبر الإنترنت.  
في 17 مارس 2017، أكملت BCE Inc. استحواذها على شركة Manitoba Telecom Services .

## نقد
واجهت بيل كندا الجدل والفضيحة. في أواخر عام 2011، اعترفت بيل كندا بسياسة اختناق عرض النطاق الترددي لحركة بت تورنت عبر شبكتها عندما أعلنت أنها ستوقف ممارسة «تشكيل حركة المرور» خلال فترات الطلب الكبير التي تبدأ في مارس 2012. في نوفمبر 2011، قبل بضعة أسابيع فقط، أصدرت CRTC حكمًا أوقف الممارسة المثيرة للجدل المتمثلة في الفوترة القائمة على الاستخدام لمقدمي خدمات الإنترنت الأصغر الذين يشترون مساحة على شبكات بيل كندا، مع توفير هيكل رسوم على أساس إجمالي السعة اللازمة. أرادت بيل كندا في الأصل تحميل الرسوم على مقدمي الخدمات من خلال مقدار البيانات التي قام كل مستخدم بتنزيلها.
في مايو 2017، سُرقت عناوين البريد الإلكتروني لـ 1.9 مليون عميل من عملاء بيل، بالإضافة إلى أسماء وأرقام هواتف 1.7 مليون عميل. ثم في يناير 2018، كان هناك اختراق آخر للبيانات يؤثر على حوالي 100 ألف عميل من عملاء بيل.

## خدمات

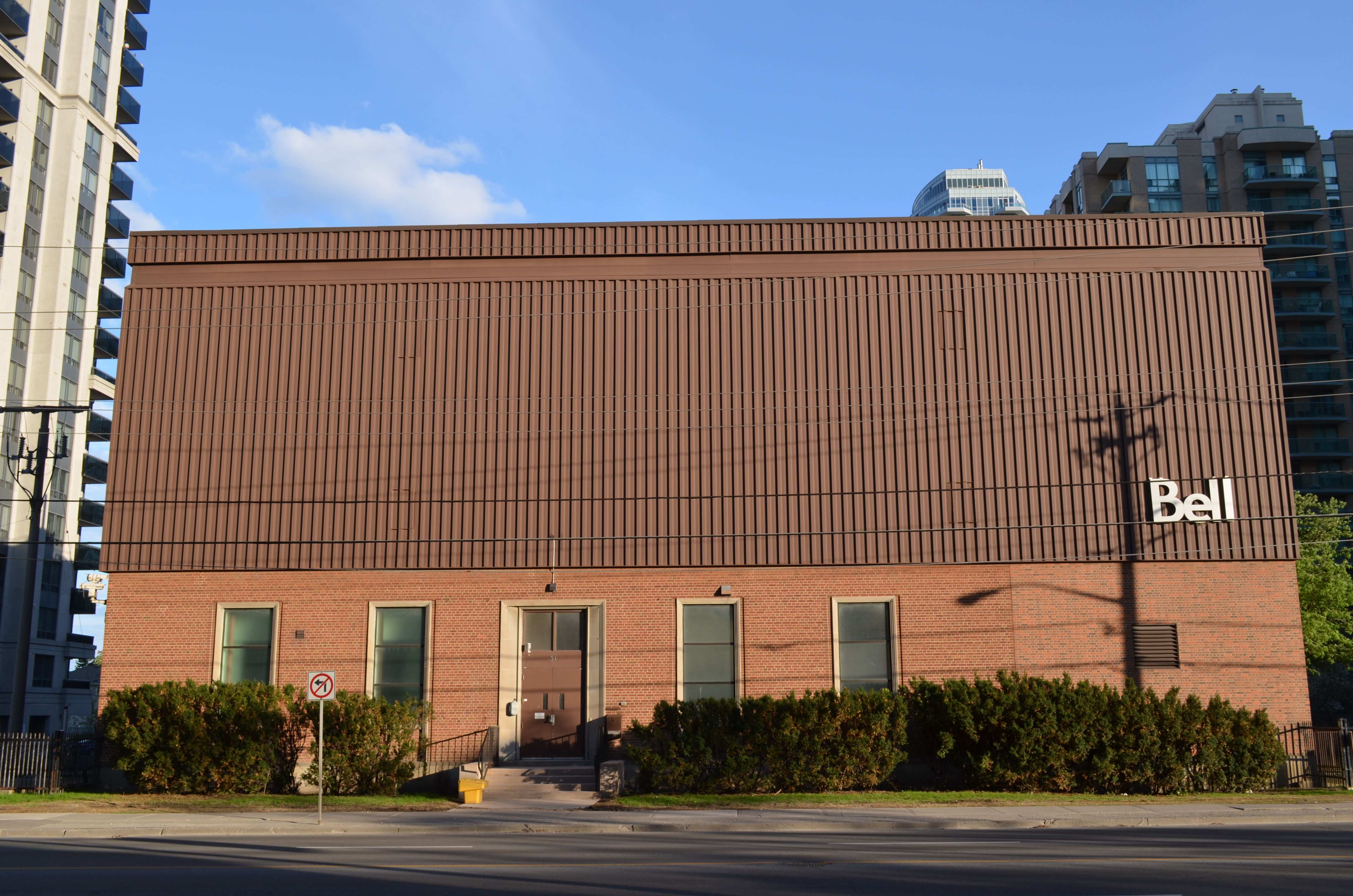
بيل المكتب المركزي في تورونتو

يوفر بيل كندا أنواعًا مختلفة من خدمات الاتصالات.

### صوت
يوفر بيل كندا خدمة صوتية قياسية. كانت تستخدم لتقديم الصوت عبر بروتوكول الإنترنت للعملاء، ووصفت بأنها «صوت رقمي». لا يزال بإمكان الشركات الحصول على خدمة الصوت عبر الإنترنت. تقدم الآن خدمة BTC (بيل Total Connect) SIP كحزمة صوتية رقمية.
يوفر بيل Home Phone وبيل Mobility خدمة البريد الصوتي كميزة اختيارية للمساكن والشركات. ومع ذلك، يتلقى عملاء بيل المدفوعة مسبقًا رسالة بريد صوتي أساسية بدون أي رسوم إضافية. يمكن للبريد الصوتي المجاني تخزين خمس رسائل كل دقيقة لمدة تصل إلى خمسة أيام.
تدير بيل Mobility شبكة خلوية في جميع المقاطعات الكندية. كما تمتلك شركة فيرجن موبايل كندا اعتبارًا من مايو 2009 . في حين أنشأت العلامة التجارية Solo Mobile في عام 1999، إلا أن بيل أغلقت جميع متاجر Solo المستقلة في عام 2011 بينما أوقفت مبيعات الطرف الثالث لجميع هواتف Solo في نوفمبر 2011. لا تزال العلامة التجارية نشطة لعملائها الحاليين، ولكن لا توجد حوافز لتشجيع الاشتراكات الجديدة.

### التلفاز

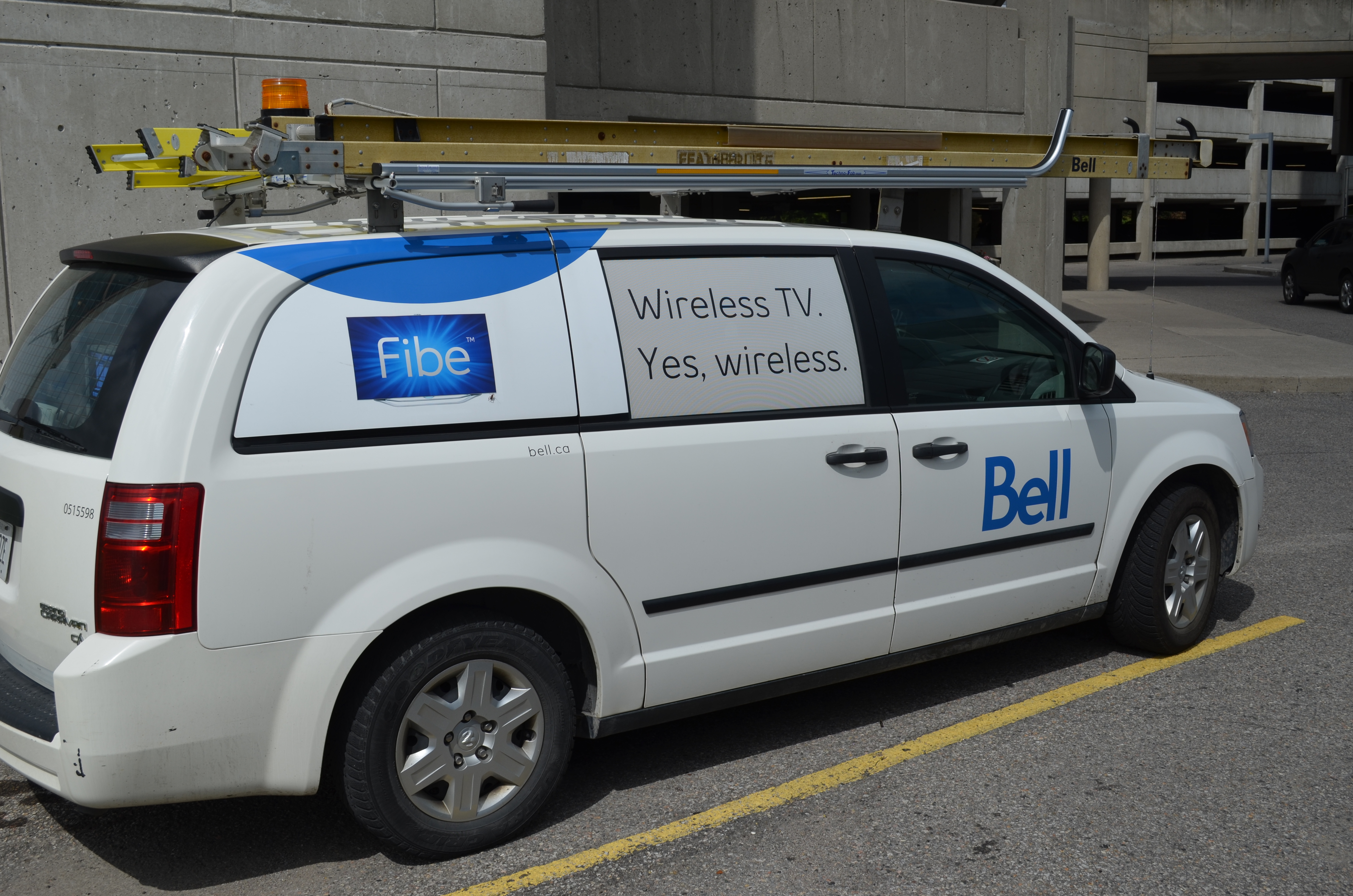
بيل فيبي فان

المعروف سابقًا باسم ExpressVu ، بيل تلفزيون هو مزود خدمة القنوات التلفزيونية الفضائية. هناك أيضًا خدمة تلفزيون متنقلة وتلفزيون بيل Mobile وخدمة تلفزيون آي بي تي في وتلفزيون بيل Fibe . هذا الأخير متاح في معظم ألبرتا وكولومبيا البريطانية ومنطقة تورنتو الكبرى وأوتاوا ومونتريال ومدينة كيبيك وكندا الأطلسية.
يوفر بيل Internet خدمة إنترنت خط المشترك الرقمي عالية السرعة في العديد من المناطق التي يوفر فيها خدمة الهاتف. يتم تقديم خدمة خط المشترك الرقمي بسرعات مختلفة تتراوح من 500 كيلوبت / ثانية إلى 50 ميجابت / ثانية وتنزيل 256 كيلوبت / ثانية إلى 10 ميجابت / ثانية، حسب ما يمكن للبنية التحتية المحلية أن تدعمه.
بدأت بيل في توفير إمكانية الوصول إلى الإنترنت عبر شبكة الألياف الضوئية إلى بعض المشتركين في عام 2010. جرس الأسواق هذه الخدمة تحت اسم "Fibe". يمكن للعديد من مناطق Fibe الحضرية الوصول إلى جميع السرعات التي تصل إلى 50 ميغابت في الثانية إلى أسفل و 15 + ميغابت في الثانية للأعلى ولكن بعض المناطق الريفية فيبي يمكنها فقط الحصول على 16 ميغابت / ثانية و 1 ميجابت / ثانية. تقتصر المناطق غير التابعة لـ Fibe على تقنية خط المشترك الرقمي القديمة، والتي تدعم سرعات تصل إلى 7 ميجابت / ثانية و 1 ميجابت / ثانية. قامت شركة بيل كندا الآن بتوزيع خدمة Fiber to the Home على بعض المشتركين عبر شرق كندا، ويمكن لهذه الخدمة أن توفر سرعات تنزيل وتحميل مضمونة تبلغ 1 جيجابت / ثانية.

### ميراث
تستخدم بيل لتقديم بيل Home Monitoring ، المعروف أيضًا باسم بيل Gardium.

## تسويق
قامت بيل كندا بصنع القنادس فرانك وجوردون للإعلان عن منتجاتها من 2006 إلى 2008.
بالتزامن مع حملتها الإعلانية كجزء من رعايتها لأولمبياد بكين 2008، قدمت بيل شعارًا جديدًا وأسلوبًا للإعلان الحد الأدنى، مع شعارات «اليوم أصبحت أفضل» (مع التركيز على لاحقة «إيه») في كندا و «La vie est بيل»(لعبة الكلمات على«La vie est بيل e»   - (بالفرنسية: life is beautiful)‏) في كندا الفرنسية. الخط المستخدم في تسويق بيل هو محرف مخصص يُعرف باسم «بيل Slim»، من قِبل مصمم المحارف الكندي Ian Brignell.

## الأداء المالي التاريخي
| عام  | إيرادات | صافي الدخل | إجمالي الأصول | الموظفون (بالآلاف) |
| ---- | ------- | ---------- | ------------- | ------------------ |
| 2010 | ▲ 18069 | ▲ 2165     | ▲ 39276       | ▲ 50200            |
| 2011 | ▲ 19497 | ▲ 2574     | ▲ 39426       | ▲ 55250            |
| 2012 | ▲ 19975 | ▲ 3053     | ▲ 40968       | ▲ 55500            |
| 2013 | ▲ 20400 | ▼ 2388     | ▲ 45384       | ▲ 55830            |
| 2014 | ▲ 21042 | ▲ 2718     | ▲ 46297       | ▲ 57234            |
| 2015 | ▲ 21514 | ▲ 2730     | ▲ 47993       | ▼ 49968            |
| 2016 | ▲ 21719 | ▲ 3087     | ▲ 50108       | ▼ 48090            |
| 2017 | ▲ 22719 | ▼ 2970     | ▲ 54263       | ▲ 51679            |

## روابط خارجية
- الموقع الرسمي
- بيل كندا الشركات
- شركة بيل للهاتف في كندا - وثائق تاريخية عامة
- CRTC الرسم البياني للأصول بيل كندا
- بيل كندا بكسل حملة إعلانية فنية
- المشغل أو العامل. هل لي أن أساعدك ؟: بيل كندا 125 سنة   - أصول بيل كندا (موضحة بالعديد من الصور المبكرة)